# Pandeleteius
Pandeleteius är ett släkte av skalbaggar. Pandeleteius ingår i familjen vivlar.

## Dottertaxa tillPandeleteius, i alfabetisk ordning[1]
- Pandeleteius albisquamis
- Pandeleteius amulae
- Pandeleteius angustirostris
- Pandeleteius argentatus
- Pandeleteius armatus
- Pandeleteius assimilis
- Pandeleteius attenuatus
- Pandeleteius boops
- Pandeleteius brevinasus
- Pandeleteius brevipes
- Pandeleteius buchanani
- Pandeleteius callifer
- Pandeleteius cavirostris
- Pandeleteius ciliatipennis
- Pandeleteius cinereus
- Pandeleteius clavisetis
- Pandeleteius conspersus
- Pandeleteius crispus
- Pandeleteius cucullatus
- Pandeleteius cuneatus
- Pandeleteius cunneatus
- Pandeleteius defectus
- Pandeleteius dentipes
- Pandeleteius depressus
- Pandeleteius ephippiatus
- Pandeleteius erubescens
- Pandeleteius fasciatus
- Pandeleteius fasciger
- Pandeleteius femoralis
- Pandeleteius flexilis
- Pandeleteius henryi
- Pandeleteius hieroglyphicus
- Pandeleteius hilaris
- Pandeleteius hirtipes
- Pandeleteius hispidus
- Pandeleteius inflatus
- Pandeleteius laticeps
- Pandeleteius longicollis
- Pandeleteius longipennis
- Pandeleteius maculicollis
- Pandeleteius microcephalus
- Pandeleteius minax
- Pandeleteius naupactoides
- Pandeleteius nodifer
- Pandeleteius nubilosus
- Pandeleteius obliquus
- Pandeleteius ornatifrons
- Pandeleteius ovipennis
- Pandeleteius pauperculus
- Pandeleteius platensis
- Pandeleteius plumosiventris
- Pandeleteius quadrinodosus
- Pandeleteius quichensis
- Pandeleteius quickensis
- Pandeleteius robustulus
- Pandeleteius robustus
- Pandeleteius rotundicollis
- Pandeleteius semicostatus
- Pandeleteius simplarius
- Pandeleteius sinuatipes
- Pandeleteius spatulatus
- Pandeleteius sublineatus
- Pandeleteius submaculatus
- Pandeleteius submetallicus
- Pandeleteius subtropicus
- Pandeleteius testaceipes
- Pandeleteius tibialis
- Pandeleteius undatus
- Pandeleteius varicolor
- Pandeleteius viridiventris
- Pandeleteius vitticollis